# Varga (Familienname)
Varga (ungarisch für „Schuster“) ist ein ursprünglich berufsbezogener ungarischer Familienname.

## Namensträger

### A
- Ádám Varga (* 1999), ungarischer Kanute
- Ádám Varga (Fußballspieler) (* 1999), ungarischer Fußballtorhüter
- Adrienn Varga (* 1980), ungarische Gerätturnerin
- Ákos Varga (* 1987), ungarischer Badmintonspieler
- Alexander Varga von Kibéd (ungarisch Sándor Kibédi Varga; 1902–1986), deutsch-ungarischer Philosoph
- András Zsolt Varga (* 1968), ungarischer Jurist, Präsident der Kúria (des Obersten Gerichtshofs in Ungarn)
- Andreas Varga (* 1977), österreichischer Handballspieler
- Andreas Varga (Märtyrer) (1913–1944), banatschwäbischer römisch-katholischer Geistlicher und Märtyrer
- Anna Varga (* 1973), amerikanisch-österreichisch-slowakische Geschäftsfrau
- Áron Kibédi Varga (1930–2018), ungarisch-niederländischer Romanist
- Attila Varga (* 1991), österreichischer Fußballspieler

### B
- Bálint András Varga (1941–2019), ungarischer Publizist zur Neuen Musik
- Balázs Varga (* 2003), ungarischer Eishockeyspieler
- Barnabás Varga (* 1994), ungarischer Fußballspieler
- Béla Varga (1889–1969), ungarischer Ringer
- Bence Varga (* 1994), ungarischer Poolbillardspieler
- Billy Varga (1919–2013), US-amerikanischer Wrestler und Darsteller

### C
- Carol Varga (1930–2008), philippinisch-amerikanische Schauspielerin
- Christoph Varga (* 1969), österreichischer Fernseh- und Radio-Journalist

### D
- Dacian Varga (* 1984), rumänischer Fußballspieler
- Dániel Varga (Wasserballspieler) (* 1983), ungarischer Wasserballspieler
- Dániel Varga (Fußballspieler) (* 1985), ungarischer Fußballspieler
- Darko Varga (* 1973), jugoslawischer Ruderer
- Dénes Varga (* 1987), ungarischer Wasserballspieler
- Dezideriu Varga (* 1939), rumänischer Eishockeyspieler
- Donát Varga (* 2000), ungarischer Hammerwerfer
- Dóra Varga, eigentlicher Name von Aletta Ocean (* 1987), ungarische Pornodarstellerin

### E
- Elisabeth Varga (1948–2011), niederländische Bildhauerin und Medailleurin
- Endre Varga (* 1977), ungarischer Fußballspieler
- Erik Varga (* 1976), slowakischer Sportschütze
- Eugen Varga (1879–1964), ungarischer Wirtschaftswissenschaftler
- Éva Varga (* 1953), ungarische Badmintonspielerin

### F
- Ferenc Varga (Maler) (1906–1989), ungarisch-französischer Maler
- Ferenc Varga (Kanute) (1925–2023), ungarischer Kanute
- Ferenc Varga (Politiker) (* 1993), ungarischer Politiker und Parlamentsabgeordneter
- Ferenc Csaba Varga (1943–2018), ungarisch-US-amerikanischer Bildhauer, siehe Frank Varga
- Franja Varga (* unbekannt), jugoslawischer Radrennfahrer

### G
- Gabriella Varga (* 1982), ungarische Fechterin
- Gilbert Varga (* 1953), britischer Dirigent, Chefdirigent der Hofer Symphoniker
- Gizella Varga Sinai (* 1944), iranische Malerin und Mitbegründerin der Künstlergruppe DENA
- Gréta Varga (* 2003), ungarische Leichtathletin

### H
- Hans Varga († 1527), zweiter deutscher Weltumsegler, siehe Hans Barge

### I
- Imre Varga (Bildhauer) (1923–2019), ungarischer Bildhauer
- Imre Varga (Judoka) (1945–2011), ungarischer Judoka
- Ilona Varga (* 1960), ungarische Journalistin und Übersetzerin
- Iosif Varga (Ruderer) (* 1934), rumänischer Ruderer
- Iosif Varga (Fußballspieler) (1941–1992), rumänischer Fußballspieler
- István Varga (Handballspieler) (1943–2014), ungarischer Handballspieler
- István Varga (Fußballspieler, 1948) (* 1948), ungarischer Fußballspieler und -trainer
- István Varga (Fußballspieler, 1953) (* 1953), ungarischer Fußballspieler
- István Varga (Fußballspieler, 1955) (* 1955), ungarischer Fußballspieler
- István Varga (Politiker) (* 1956), ungarischer Politiker
- István Varga (Fußballspieler, 1956) (1956–2006), ungarischer Fußballspieler
- István Varga (Judoka) (1960–2023), ungarischer Judoka
- István Varga (Fußballspieler, 1963) (* 1963), ungarischer Fußballspieler
- István Varga (Fußballspieler, 1979) (* 1979), ungarischer Fußballspieler

### J
- János Varga (1939–2022), ungarischer Ringer
- József Varga (Boxer), ungarischer Boxer
- József Varga (Chemiker) (1891–1956), ungarischer Chemiker und zeitweilig Minister
- József Varga (Ringer), ungarischer Ringer
- József Varga (Fußballspieler, 1937) (1937–2010), ungarischer Fußballtorhüter
- József Varga (Fußballspieler, 1954) (* 1954), ungarischer Fußballspieler
- József Varga (Fußballspieler, 1955) (* 1955), ungarischer Fußballspieler
- József Varga (Fechter), ungarischer Fechter
- József Varga (Fußballspieler, 1988) (* 1988), ungarischer Fußballspieler
- Judit Varga (Leichtathletin) (* 1976), ungarische Leichtathletin
- Judit Varga (Komponistin) (* 1979), ungarische Komponistin und Pianistin
- Judit Varga (Politikerin) (* 1980), ungarische Politikerin

### K
- Karol Varga (* 1956), tschechischer Basketballspieler
- Károly Varga (* 1955), ungarischer Sportschütze
- Katalin Varga (Adlige) (1802–1852), ungarische Führerin einer siebenbürgischen Bergarbeiterbewegung
- Katalin Varga (Schauspielerin) (* 1954), ungarische Schauspielerin und Regisseurin
- Katalin Varga (Fechterin) (* 1980), ungarische Fechterin
- Kevin Varga (* 1996), ungarischer Fußballspieler
- Kitti Varga (* 1984), ungarische Fußballspielerin
- Krzysztof Varga (* 1968), polnischer Prosaschriftsteller, Literaturkritiker und Feuilletonist

### L
- Lajos Varga (Turner) (1933–2006), ungarischer Turner
- Lajos Varga (Bischof) (* 1950), ungarischer römisch-katholischer Geistlicher und Weihbischof
- Larry Varga (* 1972), kanadischer Ruderer
- László Varga (Politiker, 1910) (1910–2003), ungarischer Politiker, Jurist und Schriftsteller
- László Varga (Musiker) (1924–2014), ungarisch-US-amerikanischer Cellist und Dirigent
- László Varga (Gewichtheber) (* 1953), ungarischer Gewichtheber
- László Varga (Bischof) (* 1956), ungarischer Geistlicher, Bischof von Kaposvár
- László Varga (Politiker, 1976) (* 1976), serbischer Politiker
- Lucie Varga (1904–1941), österreichische Historikerin

### M
- Marián Varga (1947–2017), slowakischer Komponist und Musiker der Postmoderne
- Matthias Varga von Kibéd (* 1950), deutscher Logiker und Wissenschaftstheoretiker
- Mihály Varga (* 1965), ungarischer Politiker
- Miklós Varga (* 1987), ungarischer Boxer
- Miroslav Varga (* 1960), tschechischer Sportschütze

### O
- Orsolya Varga (* 1987), ungarische Badmintonspielerin
- Ottó Varga (1909–1969), ungarischer Mathematiker
- Ovidiu Varga (1913–1993), rumänischer Komponist, Musikwissenschaftler und -pädagoge

### P
- Paloma Varga Weisz (* 1966), deutsche Bildhauerin und Zeichnerin
- Péter Varga (Fußballspieler) (1897–??), ungarischer Fußballspieler
- Péter Varga (Geophysiker) (* um 1945), ungarischer Geophysiker
- Péter Varga (Literaturwissenschaftler) (* 1961), ungarischer Literaturwissenschaftler
- Péter Varga (Schachspieler) (* 1974), ungarischer Schachspieler
- Péter Varga (Karambolagespieler), ungarischer Karambolagespieler

### R
- Réka Varga (* 1977), ungarische Richterin und Hochschullehrerin
- Richard Varga (* 1989), slowakischer Triathlet
- Richard S. Varga (1928–2022), US-amerikanischer Mathematiker
- Robert Varga (Radsportler) (1941–2023), französischer Radsportler
- Róbert Varga (Fußballspieler, 1970) (* 1970), ungarischer Fußballspieler
- Róbert Varga (Fußballspieler, 1986) (* 1986), ungarischer Fußballspieler
- Róbert Varga (Tennisspieler) (* 1988), ungarischer Tennisspieler
- Róbert Varga (Eishockeyspieler) (* 1995), slowakischer Eishockeyspieler
- Roland Varga (Leichtathlet) (* 1977), ungarisch-kroatischer Leichtathlet
- Roland Varga (Fußballspieler) (* 1990), ungarischer Fußballspieler
- Roland Varga (Kanute) (* 1990), kanadischer Kanute

### S
- Sándor Varga (Schiedsrichter) (1951–2021), ungarischer Fußballschiedsrichter
- Sándor Varga (Tischtennisspieler) (* 1966), ungarischer Tischtennisspieler
- Sarolta Varga (* 1983), ungarische Badmintonspielerin
- Saša Varga (* 1993), serbisch-belgischer Fußballspieler
- Stanislav Varga (* 1972), slowakischer Fußballspieler
- Stefan Varga (* 1966), deutscher Gitarrist und Komponist

### T
- Tamás Varga (Mathematiker) (1919–1987), ungarischer Mathematiker
- Tamás Varga (Bildhauer) (* 1953), ungarischer Bildhauer
- Tamás Varga (Cellist) (* 1969), ungarischer Cellist
- Tamás Varga (Wasserballspieler) (* 1975), ungarischer Wasserballspieler
- Tamás Varga (Ruderer) (* 1978), ungarischer Ruderer
- Thomas Varga, Tontechniker
- Tibor Varga (1921–2003), ungarischer Violinist, Dirigent und Musikpädagoge
- Thomas Steven Varga, US-amerikanischer Schauspieler und Schauspiellehrer

### V
- Viktória Varga (Gewichtheberin) (* 1981), ungarische Gewichtheberin
- Viktória Varga (Tennisspielerin) (* 2006), ungarische Tennisspielerin

### Z
- Zoltán Varga (Entomologe), ungarischer Entomologe
- Zoltán Varga (Fußballspieler) (1945–2010), ungarischer Fußballspieler
- Zoltán Varga (Schachspieler) (* 1970), ungarischer Schachspieler
- Zsigmond Varga (1919–1945), ungarischer Prediger und Widerstandskämpfer
- Zsolt Varga (Kanute) (* 1965), ungarischer Kanute
- Zsolt Varga (Musiker), ungarischer Musiker
- Zsolt Varga (Wasserballspieler, 1972) (* 1972), ungarischer Wasserballspieler
- Zsolt Varga (Wasserballspieler, 1978) (* 1978), ungarischer Wasserballspieler